# Braunschweig-klass (slagskepp)
Braunschweig-klassen var en klass av pre-dreadnought-slagskepp i kejserliga tyska flottan. Klassen utgjordes av fem fartyg; SMS Braunschweig, SMS Elsass, SMS Hessen, SMS Preussen och SMS Lothringen. Huvudbestyckningen bestod av fyra 28 cm kanoner i två dubbeltorn, ett i fören och ett i aktern, och den sekundära bestyckningen av fjorton 17 cm kanoner i kasematter. Fartygen levererades mellan 1904 och 1906. 
Den snabba tekniska utvecklingen under den tid Braunschweig-skeppen byggdes, framför allt framtagandet av det banbrytande HMS Dreadnought 1906, innebar att det sista slagskeppet i klassen, Lothringen, var omodernt redan när det sjösattes. Trots sitt snabba föråldrande kom fartygen att kvarstå i tjänst under första världskriget, då de sattes in mot brittiska och ryska flottstyrkor på Nordsjön och i Östersjön. Efter freden i Versailles 1919 behölls fartygen av den nygrundade Weimarrepubliken. Preussen och Lothringen byggdes tämligen omgående om till moderfartyg för minsvepare. Braunschweig, Elsass och Hessen kom däremot att moderniseras under 1920-talet och bildade tillsammans med tre pre-dreadnoughts ur Deutschland-klassen ryggraden i Weimarrepublikens flotta. Braunschweig och Lothringen utrangerades 1931 medan Hessen återstod i tjänst fram till 1934 och användes sedan som målfartyg. Efter andra världskrigets slut 1945 överläts fartyget som krigsskadestånd till Sovjetunionen och skrotades 1960.